# Tom Sizemore

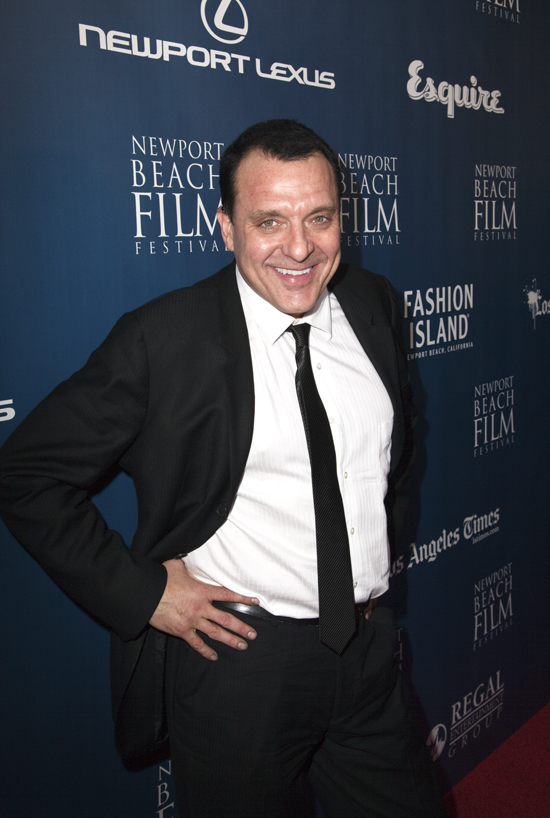
Tom Sizemore (2011)

Thomas Edward Sizemore Jr. (* 29. November 1961 in Detroit, Michigan; † 3. März 2023 in Burbank, Los Angeles County, Kalifornien) war ein US-amerikanischer Schauspieler.

## Leben
Tom Sizemore wurde in Detroit als erster Sohn des Anwalts Tom Sizemore Sr. und dessen Frau Judith geboren. Er studierte an der Wayne State University Detroit und schloss mit einem Bachelor of Fine Arts ab. Danach studierte er an der Temple University in Philadelphia, die er mit einem Master abschloss. Er begann als Schauspieler auf Provinzbühnen und in Off-Broadway-Theatern, unter anderem in Horton Footes The Land of the Astronauts am New Yorker Ensemble Studio Theatre und in 1984 im Kennedy Center in Washington.
1989 begann er seine Laufbahn als Filmdarsteller und spielte in ersten Filmen mit, wo er neben bekannten Stars wie Sylvester Stallone, Tom Cruise, Ralph Fiennes oder Kevin Costner meistens in mittleren bis großen Nebenrollen agierte. Einem größeren Publikum wurde er durch Auftritte in Filmen wie Tony Scotts True Romance (1993), Oliver Stones Natural Born Killers (1994) und Michael Manns Heat (1995) bekannt. 1997 übernahm er im Horrorthriller Das Relikt eine der Hauptrollen. Die darauffolgenden Jahre war er in vielen großen Blockbustern (vorwiegend in Kriegsfilmen) wie Steven Spielbergs Der Soldat James Ryan (1998), Michael Bays Pearl Harbor und Ridley Scotts Black Hawk Down (beide 2001) zu sehen. Sizemore spielte aber auch in Dramen wie Martin Scorseses Bringing Out the Dead (1999) mit. Für seine Rolle in dem Fernsehfilm Witness Protection war er 2000 für den Golden Globe nominiert. Seine nachfolgenden Filme wie zum Beispiel Ticker (2002) oder Paparazzi (2004) waren dagegen Flops.
Seine Drogenprobleme und Auseinandersetzungen mit der Justiz haben seiner Karriere geschadet. Ab Mitte der 2000er Jahre spielte er vorwiegend in kaum beachteten Low-Budget-Filmen, außerdem trat er vermehrt in verschiedenen Fernsehserien auf. 2017 hatte er eine Nebenrolle als Anthony Sinclair in der Neuauflage der Fernsehserie Twin Peaks. Sein Schaffen umfasst mehr als 220 Produktionen.

### Privates
2003 wurde er von einem Gericht für schuldig befunden, seine Ex-Freundin Heidi Fleiss geschlagen und bedroht zu haben, und erhielt eine Strafe von sechs Monaten Haft auf Bewährung. Wegen Besitzes illegaler Drogen und Verstößen gegen die Bewährungsauflagen folgten weitere Festnahmen und Strafen.
Sizemore wurde am 25. Juni 2007 zu einer Gefängnisstrafe von 16 Monaten wegen Drogenbesitzes verurteilt. Er nahm an der 3. Staffel der Reality-TV-Show Celebrity Rehab with Dr. Drew teil und ließ sich während eines Drogenentzuges begleiten.
Am 20. Juli 2016 wurde er in Los Angeles wegen Vorwürfen von häuslicher Gewalt festgenommen.
Mitte Februar 2023 erlitt Sizemore infolge einer Ruptur eines zerebralen Aneurysmas einen Schlaganfall, woraufhin er in kritischem Zustand ins Providence Saint Joseph Medical Center in Burbank eingeliefert wurde. Nach mehreren Tagen im Koma gaben die behandelnden Ärzte seiner Familie Ende des Monats den Rat, aufgrund therapeutischer Aussichtslosigkeit der Beendigung lebenserhaltender Maßnahmen zuzustimmen. Sizemore starb am 3. März 2023 im Krankenhaus in Burbank.

## Filmografie (Auswahl)
- 1989: Rude Awakening
- 1989: Penn & Teller Get Killed
- 1989: Geboren am 4. Juli (Born on the Fourth of July)
- 1989–1990: China Beach (Fernsehserie; sechs Folgen)
- 1989: Lock Up – Überleben ist alles (Lock Up)
- 1989: Todes-Show
- 1990: Blue Steel
- 1990: A Matter of Degrees
- 1991: Schuldig bei Verdacht (Guilty by Suspicion)
- 1991: Harley Davidson & The Marlboro Man (Harley Davidson and the Marlboro Man)
- 1991: Gefährliche Brandung (Point Break)
- 1991: Flug durch die Hölle (Flight of the Intruder)
- 1992: An American Story (Fernsehfilm)
- 1992: Love Is Like That
- 1992: Passagier 57 (Passenger 57)
- 1992: Sleeping Dogs – Tagebuch eines Mörders (Where Sleeping Dogs Lie)
- 1993: 4 himmlische Freunde (Heart And Souls)
- 1993: Tödliche Nähe (Striking Distance)
- 1993: Watch It
- 1993: True Romance
- 1994: Natural Born Killers
- 1994: Wyatt Earp – Das Leben einer Legende (Wyatt Earp)
- 1995: Heat
- 1995: Strange Days
- 1995: Teufel in Blau (Devil in a Blue Dress)
- 1997: Das Relikt (The Relic)
- 1998: Der Staatsfeind Nr. 1 (Enemy of the State)
- 1998: Der Soldat James Ryan (Saving Private Ryan)
- 1998: The Mob – Der Pate von Manhattan (Witness to the Mob, Fernsehfilm)
- 1999: Knocked Out – Eine schlagkräftige Freundschaft (Play It to the Bone)
- 1999: Zeugenschutzprogramm (Witness Protection, Fernsehfilm)
- 1999: Bringing Out the Dead – Nächte der Erinnerung (Bringing Out the Dead)
- 1999: The Match
- 1999: The Florentine
- 2000: Red Planet
- 2001: Black Hawk Down
- 2001: Pearl Harbor
- 2001: Ticker
- 2001: Die Sünden der Väter (Sins of the Father, Fernsehfilm)
- 2002: Justice League (Fernsehserie, zwei Folgen)
- 2002: Welcome to America
- 2002: Swindle ($windle)
- 2002: Robbery Homicide Division (Fernsehserie, 13 Episoden)
- 2002: Jede Menge Ärger (Big Trouble)
- 2003: Paul Shore Is Dead
- 2003: Dreamcatcher
- 2004: Piggy Banks
- 2004: Hustle (Fernsehfilm)
- 2004: Paparazzi
- 2004–2006: Dr. Vegas (Fernsehserie, 6 Episoden)
- 2005: No Rules
- 2006: Furnace
- 2006: Zyzzyx Road
- 2006: Splinter
- 2006: The Genius Club
- 2006: Dark Memories
- 2007: Oranges
- 2007: Superstorm (Fernsehserie, drei Folgen)
- 2008–2009: L.A. Crash (Fernsehserie, fünf Folgen)
- 2008: CSI: Miami (Fernsehserie, eine Folge)
- 2008: Red
- 2008: Stiletto
- 2008: A Broken Life
- 2008: American Son
- 2008: Toxic
- 2008: The Last Lullaby
- 2008: Sky Busters – Die Himmelsstürmer (The Flyboys)
- 2009: The Grind
- 2009: Commute
- 2009: Good Dog Bad Dog
- 2009: Southland (Fernsehserie, eine Folge)
- 2009: 21 and a Wake-Up
- 2009: Super Capers
- 2009: Double Duty
- 2009: Corrado
- 2010: It’s Always Sunny in Philadelphia (Fernsehserie, 1 Episode)
- 2010: Schattenkommando (Shadows in Paradise)
- 2010: Cross
- 2010: C.L.A.S.S
- 2010: Chlorine
- 2010: 513
- 2011: Right Angel
- 2011: Suing the Devil
- 2011: Black Gold
- 2011: Morella
- 2011: Cousin Sarah
- 2011: Through the Eye
- 2011: Radical
- 2011–2012: Hawaii Five-0 (Fernsehserie, 5 Episoden)
- 2012: Visible Scars
- 2012–2015: Law & Order: Special Victims Unit (Fernsehserie, 2 Episoden)
- 2013: Company of Heroes
- 2014: Im Fadenkreuz: Seal Team 8 (Seal Team Eight: Behind Enemy Lines)
- 2014–2015: The Red Road (Fernsehserie, 7 Episoden)
- 2015: Die Eindringlinge (The Intruders)
- 2016: Beyond Valkyrie: Dawn Of The 4th Reich
- 2016: USS Indianapolis: Men of Courage
- 2016: Lucifer (Fernsehserie, 1 Episode)
- 2016–2017: Shooter (Fernsehserie, 6 Episoden)
- 2017: Secrets of Deception
- 2017: Cross Wars – Das Team ist Zurück (Cross Wars)
- 2017: Joe’s War
- 2017: Blue Line
- 2017: Atomica
- 2017: Adrenochrome
- 2017: Bad Frank
- 2017: College Ball
- 2017: Twin Peaks (Fernsehserie, 6 Episoden)
- 2017: The Secret Man (Mark Felt: The Man Who Brought Down the White House)
- 2017: The Slider
- 2017: A Chance in the World
- 2017: I Believe
- 2017: Blood Circus
- 2017: Charlie Charlie
- 2018: The Second Coming of Christ
- 2018: The Litch
- 2018: Unkillable
- 2018: The Martyr Maker
- 2018: The Immortal Wars
- 2018: Black Wake
- 2018: Speed Kills
- 2018: Dead Ringer
- 2018: Prepper’s Grove
- 2018: I Am Not for Sale: The Fight to End Human Trafficking
- 2018: Blood Runs Thick
- 2018: Nazi Overlord
- 2018: Devil’s Doors (Exit 14)
- 2018: The Trouble
- 2018: Ole Bryce
- 2018: Dark Karma
- 2019: Devotion
- 2020: Apocalypse of Ice – Die letzte Zuflucht (Apocalypse of Ice)
- 2020: C.L.E.A.N.
- 2020: Monster Hunters – Die Alienjäger (Monster Hunters)
- 2021: 2021 – War of the Worlds: Invasion from Mars (Alien Conquest)
- 2021: Central Park Dark
- 2021: Megalodon Rising – Dieses Mal kommt er nicht allein (Megalodon Rising)
- 2022: Battle for Pandora
- 2022: Bullet Train Down

## Auszeichnungen
- 1994: Saturn Awards: Nominiert Bester Nebendarsteller (4 himmlische Freunde)
- 1998: Blockbuster Entertainment Awards: Nominiert Lieblingsschauspieler – Horror (Das Relikt)
- 1999: Satellite Awards: Nominiert Bester Nebendarsteller – Drama (Der Soldat James Ryan)
- 1999: Screen Actors Guild Awards: Nominiert Bestes Schauspielensemble (Der Soldat James Ryan) (mit dem restlichen Cast)
- 1999: Online Film Critics Society Awards: Sieger Bestes Schauspielensemble (Der Soldat James Ryan) (mit dem restlichen Cast)
- 2000: Golden Globe: Nominiert Bester Hauptdarsteller – Mini-Serie oder Fernsehfilm (Witness Protection)
- 2002: Phoenix Film Critics Society Awards: Nominiert Bestes Schauspielensemble (Black Hawk Down) (mit dem restlichen Cast)
- 2006: XRCO Award: Nominiert Best New Stud
- 2011: Action on Film International Film Festival: Sieger Bester Nebendarsteller (Through the Eye)
- 2021: Vegas Movie Awards: Sieger Bester Nebendarsteller (C.L.E.A.N.)